# Alexander Franke
Alexander Daniél Franke (* 14. Juli 1984 in Stuttgart) ist Moderator bei Dasding vom SWR. Er moderiert seit 2002 die wöchentliche Live-Sendung Sprechstunde unter dem Künstlernamen Sandy.
Für verschiedene TV-Formate führt er im SWR Fernsehen (und für weitere ARD-Formate und Sender wie EinsPlus) Interviews mit Künstlern aus der Musikszene. Interviewpartner waren zum Beispiel 50 Cent, David Guetta, Kendrick Lamar, Ja Rule, LL Cool J und Sean Paul. Er ist seit 2006 Bühnenmoderator bei Musikfestivals wie Rock am Ring.
2007 wurde er für die Sendung Sprechstunde mit dem „Radiojournal – Deutscher Rundfunkpreis“ als Redakteur und Moderator in der Kategorie „Beste Musiksendung“ ausgezeichnet.
2016 gründete er die Firma Stuttgart Distillers GmbH. Gemeinsam mit seinem Geschäftspartner Markus Escher produziert er darunter die Gin-Marke „GINSTR – Stuttgart Dry Gin“. Dieser wurde im Jahr 2018 bei der International Wine and Spirit Competition (IWSC) in London als bester Gin der Welt ausgezeichnet.
Seit 2012 ist Franke als Auktionator bei der Baden-Badener Auktionsgesellschaft, einem Auktionshaus für Vollblutpferde, tätig. Außerdem moderiert er deutschlandweit Pferderennen.
Seit vielen Jahren ist Franke zudem Moderator beim Bundesligisten VfB Stuttgart. Er moderiert im Stadionfernsehen der MHPArena das "VfB Sportstudio". Darüber hinaus führt er regelmäßig durch weitere offizielle Veranstaltungen des Vereins, darunter beispielsweise die Präsentation neuer Trikots oder auch Gedenkfeiern.
Im Rahmen der Fußball-Europameisterschaft 2024 übernahm Franke im Auftrag der UEFA die Moderation des Public Viewing auf dem Stuttgarter Schlossplatz, bei dem er unter anderem auch das Finale präsentierte. Zusätzlich ist er seit 2024 als Moderator für das UEFA-Format „Champions Club“ bei Spielen der UEFA Champions League im Einsatz.